# Kirstin Normand
Pour les articles homonymes, voir Normand (homonymie).
Kirstin Normand, née le 10 juin 1974 à North York, est une nageuse canadienne spécialisée en natation synchronisée.
Elle est médaillée d'or par équipe aux Jeux panaméricains de 1999 à Winnipeg. Lors des Jeux olympiques de 2000 à Sydney, elle remporte la médaille de bronze olympique par équipe.